# 標題紙

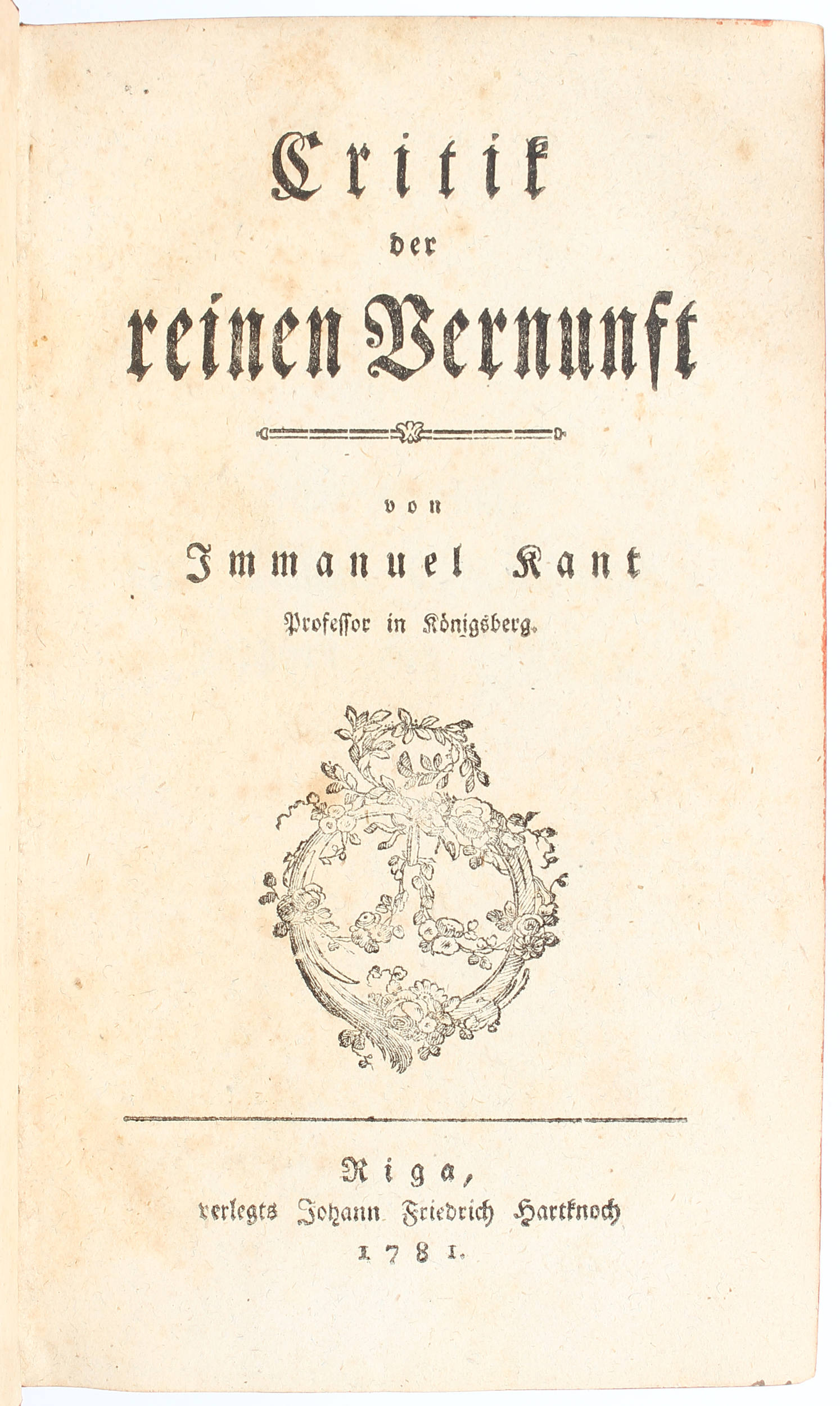
イマヌエル・カント『純粋理性批判』の標題紙

洋装本の構造
図の8が標題紙を示す

標題紙（ひょうだいし、英語: title page）は、本や論文の冒頭にある、標題（タイトル）などを記したページのことである。

## 本の標題紙
標題紙という語は英語の “title page” の訳語であり、あるいはそのままタイトルページともいう。“title page” も「標題紙」も、標題の記された「ページ」のみを指す場合と、その裏のページ (verso of title page) を含む「紙葉」を指す場合とがある。明示的に後者を表す英語として “title leaf” がある。
標題紙は洋書を構成する要素のひとつである。本節では、特に断らない限り洋書の標題紙について述べる。現代では扉（とびら）と同一視されるが、本来は別のものである。扉は和装本において見返しの次にあるページで、標題が書かれる点では標題紙と同じだが、古書では扉がないのが普通であった。
写本やインキュナブラ（初期の活字本）では、内容的にも物理的にも標題紙に相当するものがなかった。15世紀に、本文を保護するための白紙が先頭に置かれるようになり、それが次第に標題紙へと変化した。それが1475年から1480年ごろのことで、15世紀末には（現在とは少し異なるものの）一般的なものになった。本編を保護する目的で標題紙が生まれたように、16世紀後半以降、標題紙の前にさらに折記号のみの白紙が追加されるようになり、それが17世紀後半に簡潔な略標題 (half title) を記した略標題紙 (half title page) となった。
標題紙（の表面）の内容
- 標題（タイトル） - 標題紙に記される標題（タイトル）は、標題紙標題（標題紙タイトル）といい、正式で、完全な形の（長い）タイトルである。サブタイトル、別言語のタイトルなどもあれば併記される。
- 責任表示 - 著者、編者、改訂者、翻訳者、監修者、挿図画家、序文の著者などが記される。
- 版表示 - 初版では省略される場合が多いが、改訂版などでは版が記される。（刷は裏面）
- 出版事項 - 出版地、出版者、（その版の）出版年が記される。

出版地、出版年以外は、現代の（洋装本の）和書でも記されていることが多い。
標題紙の裏面の内容
- 出版者の所在地、国名
- 印刷者
- 原書の書誌情報
- 著作権表示（著作権者、登録年）
- 過去の版、重刷の記録
- プリンターズ・キー - 刷次と印刷年を表す数列のこと。
- ISBN
- CIP (Cataloging in Publication) - 発行前に全国書誌作成機関へ情報を提供し、返された基本的な書誌情報を記載する。

プリンターズ・キーとCIP以外は、和書でも奥付に記される。ただし翻訳書では、原書の書誌情報・著作権情報を標題紙の裏に記載することが多い。

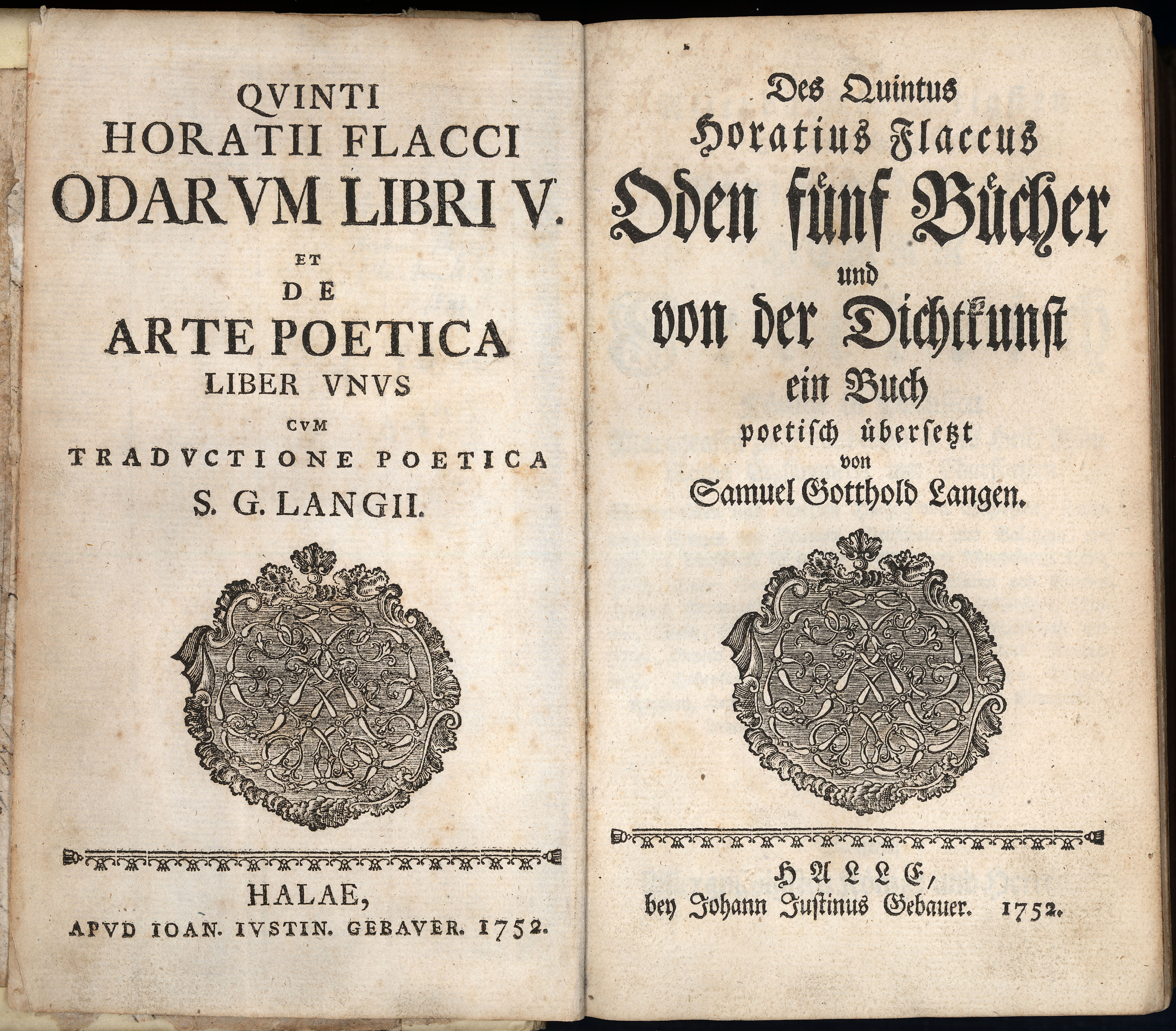
ホラティウスの『頌歌』と『詩論』の、S・G・ランゲによるドイツ語訳の標題紙。同じ内容がラテン語とドイツ語で書かれている

標題紙は1ページ（1枚）とは限らない。見開きの2ページを使って標題・出版事項（標題紙1ページ分の内容）を印刷しているものもある。複数の言語で書かれた本では、それぞれの言語で標題紙を用意しているものもあり、叢書などでは「叢書の標題紙」と「その巻の標題紙」をもつものがある。それらや、略標題紙のことを副標題紙ともいう。復刻版では、原書と復刻版それぞれの標題紙がある。
標題紙は、しばしば木版画・銅版画などの装飾が施される。16世紀後半からは標題部分を赤字で印刷することが流行し、17世紀に入ると建築様式をまねた装飾が盛んになったが、これは1630-1640年頃には落ち着いた。標題紙には本文と同じ紙（共紙）を使用するのが普通だが、日本では厚手の上質紙が使用される。これを、本文と標題紙との物理的な結びつきも弱くなる、中身の質をごまかす「こけおどし」「悪習慣」として批判する意見もある。

## 論文の標題紙
論文や随筆の標題紙とは、作品の最初のページを指す。作品の題名や著者名を列挙するページである。
学生の論文やレポートの場合、 所属に関する情報（学級等）、個人を特定する情報（学籍番号など）、日付、指導教官の名前、所属機関（学部・研究科など） を標題紙に記載することが多い。また、扉はページ数に含まれない。
論文の場合、必ずしもすべてのものに標題紙を付ける必要はない。標題紙を省略する場合は、上記同様の情報を論文の最初のページの一番上に記載することが求められる。
学術論文の場合、標題紙には、省略されていない正式の題名、著者名、著者の学歴、学位を授与された大学名および学部名、卒業年、国際的なコピーライトマーク（©、cを○で囲んだもの）を入れる。 論文の標題紙は通常1ページ目であるが、ページ数にはカウントされず、2ページ目にある論文要旨（アブストラクト）が第1ページとして数えられる。